# Stolni tenis na OI 2016.
Stolni tenis na OI 2016. u Rio de Janeiru održavao se od 6. do 17. kolovoza u trećem paviljonu Riocentra. Ukupno je sudjelovalo 172 stolnotenisača u muškoj i ženskoj konkurenciji.  Hrvatska je imala jednog predstavnika Andreja Gaćinu koji je ispao u trećem kolu u svojem prvom meču jer je u prva dva kola bio slobodan.

## Osvajači medalja
| Kategorija           | Zlato                                   | Srebro                                        | Bronca                                               |
| Muškarci pojedinačno | Ma Long NR Kina                         | Zhang Jike NR Kina                            | Jun Mizutani Japan                                   |
| Žene pojedinačno     | Ding Ning NR Kina                       | Li Xiaoxia NR Kina                            | Kim Song-i Sjeverna Koreja                           |
| Muškarci ekipno      | NR Kina Zhang Jike Ma Long Xu Xin       | Japan Koki Niwa Jun Mizutani Maharu Yoshimura | Njemačka Timo Boll Dimitrij Ovtcharov Bastian Steger |
| Žene ekipno          | NR Kina Liu Shiwen Ding Ning Li Xiaoxia | Njemačka Han Ying Petrissa Solja Shan Xiaona  | Japan Ai Fukuhara Kasumi Ishikawa Mima Ito           |

## Vanjske poveznice
- Stolni tenis na Olimpijskim igrama u Rio de Janeiru 2016.  Arhivirana inačica izvorne stranice od 24. kolovoza 2016. (Wayback Machine)